# 詹姆士·格蘭特
詹姆士·格蘭特（英語：James Grant，1720-1806），英國軍官，曾參與奧地利王位繼承戰爭、七年戰爭及美國獨立戰爭。
格蘭特生於1720年蘇格蘭巴令打洛，家族是巴令打洛的領主（Laird）。1744年格蘭特以捐納買得軍銜，開始在英國陸軍服役，並曾參與奧地利王位繼承戰爭。七年戰爭期間，格蘭特少校的蘇格蘭步兵被派往北美作戰。在這段時間，格蘭特與喬治·華盛頓及休·梅沙等人面識。日後華盛頓等人成為格蘭特的戰場對手。
七年戰爭後，格蘭特在1764年獲任命為東佛羅里達省的總督，並嘗試在當地推行農業改革。1771年格蘭特因病返回歐洲，並參選英國下議院成功。美國獨立戰爭爆發後，格蘭特被派往北美作戰。當威廉·豪成為新任北美英軍總司令後，格蘭特也被擢升少將，並在1776年的長島會戰中指揮英軍進攻。後來格蘭特為布蘭迪萬河戰役制訂戰鬥方案，但在巴倫山戰役中未能將拉法葉特引入陷阱包圍。1778年格蘭特被調到西印度群島戰區，最後在1779年乘船返國。
返回英國後，格蘭特曾在下議院選舉落選，但在1787年獲選再任。1789年格蘭特獲任命為斯特靈城堡總督，以及全蘇格蘭的英國陸軍指揮官。1802年格蘭特回到巴令打洛的莊園養老，於1805年正式退役，最後在1806年去世。格蘭特在美國獨立戰爭期間的文件與書信，成為該段歷史的重要文獻，分別為蘇格蘭國家檔案館及美國國會圖書館收藏。